# Qénites

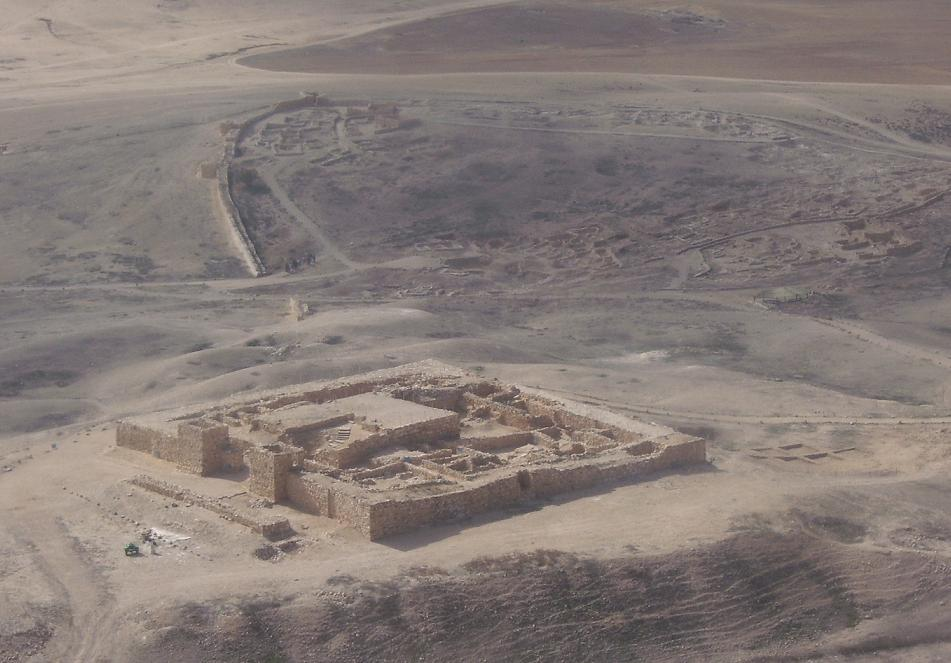
La forteresse de Tel Arad surplombe la ville d'Arad, centre névralgique du Néguev des Kénites.

Les Qénites (ou Qéniens, Kéniens, Quénites, Kénites) sont un peuple mentionné dans quelques passages de la Bible ; son nom (Qayni), qui semble lui donner Caïn (Qayn) pour ancêtre éponyme, relève d'une forme de « dérision généalogique ». Le « signe de Caïn » mentionné dans la Genèse pourrait être le tatouage distinctif des Qénites.